# تومي جيوردانو
تومي جيوردانو (بالإنجليزية: Tommy Giordano)‏ هو لاعب كرة قاعدة أمريكي، ولد في 9 أكتوبر 1925 في نيوآرك في الولايات المتحدة، وتوفي في 14 فبراير 2019.

## روابط خارجية
- تومي جيوردانو على موقعبيزبول رفرنس.كوم (الدوري الرئيسي) (الإنجليزية)
- تومي جيوردانو على موقعبيزبول رفرنس.كوم (الدوري الثانوي) (الإنجليزية)